# Andy Selva
Andy Selva (ur. 23 maja 1976 w Rzymie) – sanmaryński piłkarz włoskiego pochodzenia występujący na pozycji napastnika, reprezentant San Marino w latach 1998–2016, trener i działacz sportowy.
Włoch z pochodzenia, otrzymanie obywatelstwa San Marino umożliwiło mu pochodzenie dziadka ze strony matki. Jeden z nielicznych sanmaryńskich piłkarzy grających przez większość trwania kariery na zawodowym poziomie. Rekordzista pod względem strzelonych bramek w reprezentacji San Marino. Nosił pseudonim boiskowy La Belva (z wł. Bestia).

## Kariera klubowa
Grę w piłkę nożną rozpoczął w Rzymie w akademii GSD Tor Tre Teste. Następnie trenował w szkółce Endas Monti z Rawenny. W 1994 roku zaczął karierę na poziomie seniorskim w amatorskim klubie AS Latina 1932, występującym w grupie G Campionato Nazionale Dilettanti, gdzie w sezonie 1994/95 w 26 meczach zanotował 5 trafień. Latem 1995 roku przeszedł do grającej w tej samej kategorii rozgrywkowej US Civita Castellana, dla której strzelił 10 bramek. W latach 1996–1998 był graczem Fano Calcio (Serie C2), gdzie podpisał pierwszy w pełni zawodowy kontrakt. Od połowy 1998 roku kontynuował karierę w zespołach występujących na poziomie IV i V ligi włoskiej: US Catanzaro, SS Tivoli, San Marino Calcio, AS Maceratese, US Grosseto oraz AC Bellaria Igea Marina, w barwach której w sezonie 2002/03 został najlepszym strzelcem grupy D Serie D i wywalczył awans do Serie C2. Przed sezonem 2003/04 przeszedł do zespołu SPAL 1907 (Serie C1). Tam rozegrał 51 spotkań, strzelając 22 bramki. W połowie 2005 roku podpisał umowę z Calcio Padova, gdzie w 20 występach zanotował 2 trafienia.
Latem 2006 roku Selva przeszedł do US Sassuolo Calcio. W sezonie 2006/07 wystąpił z tym klubem w fazie play-off, w której zdobył 2 gole w przegranym dwumeczu z Monza Calcio Brianza (1:0, 2:4). W sezonie 2007/08 Sassuolo, prowadzone przez Massimiliano Allegriego, zdobyło Superpuchar Serie C1 (gol Selvy w meczu finałowym) i uzyskało pierwszy w historii awans do Serie B. Selva zadebiutował w niej 30 sierpnia 2008 w przegranym 0:1 meczu z Salernitana Calcio 1919. W wyniku kontuzji więzadła krzyżowego przedniego rozegrał w sezonie 2008/09 6 z 42 możliwych meczów ligowych, nie zdobył żadnej bramki. W połowie 2009 roku jego umową została rozwiązana za porozumieniem stron. Ogółem rozegrał on dla Sassuolo 53 ligowe spotkania i zdobył 23 gole.
W lipcu 2009 roku odszedł do Hellasu Verona (Lega Pro Prima Divisione), gdzie rozpoczął regularne występy. 11 października 2009 w wygranym 3:1 meczu przeciwko AS Adria BAT uzyskał między 53. a 63. minutą hat trick i wysunął się na prowadzenie w klasyfikacji strzelców grupy B Lega Pro. 18 października doznał kontuzji mięśnia brzuchatego, która wyeliminowała go z gry na okres dwóch miesięcy. Po powrocie do składu w dalszym ciągu narzekał na ból i w wyniku narastającej frustracji popadł w konflikt ze sztabem szkoleniowym i kolegami z drużyny. W sezonie 2010/11, po wygraniu baraży z Sorrento Calcio i Salernitaną Calcio, jego zespół uzyskał promocję do Serie B, jednak władze Hellasu, z powodu uciążliwych powikłań po kontuzji mięśni łydki oraz ponawiającego się bólu mięśni grzbietu, zdecydowały się nie przedłużać z nim umowy. Zainteresowanie pozyskaniem go wyraziły inne kluby Lega Pro Prima Divisione: Piacenza Calcio oraz Taranto FC 1927.
W październiku 2011 roku Selva został zawodnikiem FC Fidene (Serie D), dla którego zdobył w 26 meczach 6 bramek. W styczniu 2012 roku wstępnie porozumiał się w sprawie kontraktu z sanmaryńskim zespołem SP La Fiorita. Zgodnie z ustaleniami miał on zostać graczem tego klubu po ustąpieniu dolegliwości zdrowotnych po przebytych urazach. Do tego czasu grał w FC Fidene oraz amatorskiej drużynie z Anglii Dynamo ASA, łącząc grę w piłkę nożną z pracą zawodową. 2 lutego 2013 Selva zadebiutował w barwach SP La Fiorita w Campionato Sammarinese w wygranym 3:2 meczu z SP Domagnano. W lipcu tego samego roku po raz pierwszy wystąpił w europejskich pucharach w dwumeczu przeciwko Valletta FC (0:3 i 0:1) w eliminacjach Ligi Europy 2013/14. Wkrótce po tym odszedł z zespołu i przez trzy miesiące pozostawał bez pracodawcy.
W okresie od października 2013 do stycznia 2014 Selva był zawodnikiem występującego w Serie D klubu ASD Anziolavinio. Od lutego 2014 roku ponownie grał w SP La Fiorita. W sezonach 2013/2014, 2016/17 oraz 2017/18 wywalczył z tym zespołem tytuł mistrzowski a także dwukrotnie zdobył Puchar San Marino (2015/16, 2017/18). W kwietniu 2017 roku, podczas meczu ligowego przeciwko AC Juvenes/Dogana (2:1), przy próbie przyjęcia piłki doznał zerwania ścięgna Achillesa. Jego rekonwalescencja trwała ponad 7 miesięcy. W czerwcu 2018 roku, po odpadnięciu z kwalifikacji Ligi Mistrzów 2018/19 z Lincoln Red Imps FC (0:2), ogłosił zakończenie gry w piłkę nożną. 26 lipca 2018 rozegrał ostatni w karierze mecz przeciwko FK Spartaks Jurmała (0:6) w eliminacjach Ligi Europy.

## Kariera reprezentacyjna
W 1997 roku, za namową dziadka, Selva uzyskał sanmaryński paszport i zgłosił w FSGC chęć gry w reprezentacji tego kraju. 9 września 1997 zadebiutował w kadrze San Marino U-21 w spotkaniu przeciwko Turcji w ramach eliminacji do Mistrzostw Europy 1998. W zakończonym porażką 1:4 meczu zdobył honorową bramkę dla swojej drużyny. San Marino zakończyło kwalifikacje na ostatnim miejscu w grupie, przegrywając wszystkie 8 spotkań. Po zakończeniu tej kampanii eliminacyjnej FSGC, z powodu trudnej sytuacji kadrowej, czasowo zawiesiła funkcjonowanie drużyn młodzieżowych.

Nie obchodzi mnie, że nie jesteśmy najlepszą drużyną na świecie. Zawsze czuję mrowienie, kiedy wchodzę na murawę i słyszę hymn narodowy. Jest to dla mnie powód do dumy.

10 października 1998 Selva zadebiutował w seniorskiej reprezentacji San Marino w meczu przeciwko Izraelowi (0:5) w ramach kwalifikacji do Mistrzostw Europy 2000. Było to również pierwsze spotkanie Giampaolo Mazzy w roli selekcjonera. 14 października w meczu przeciwko Austrii (1:4) strzelił pierwszą bramkę w drużynie narodowej, pokonując w 81. minucie z rzutu karnego Franza Wohlfahrta. 28 kwietnia 2004 w towarzyskim meczu z Liechtensteinem (1:0) w Serravalle zdobył z rzutu wolnego zwycięskiego gola, który pozwolił reprezentacji San Marino odnieść jedyne dotychczas zwycięstwo. Od tego spotkania pełnił on również funkcję kapitana zespołu. W listopadzie 2013 roku, miesiąc po rezygnacji Giampaolo Mazzy ze stanowiska selekcjonera, Selva ogłosił zakończenie kariery reprezentacyjnej, jednak ostatecznie wycofał się z tej decyzji. W październiku 2016 roku zaliczył ostatni występ w drużynie narodowej w spotkaniu z Norwegią (1:4) w kwalifikacjach Mistrzostw Świata 2018.
Uznawany jest za najbardziej zasłużonego dla reprezentacji piłkarza w historii. W 73 występach zdobył 8 bramek, co czyni go najskuteczniejszym graczem w historii reprezentacji. Do 2012 roku był jedynym zawodnikiem, który strzelił dla San Marino więcej niż jednego gola; obecnie dzieli to miano z Manuelem Maranim. W latach 2015–2022 był zawodnikiem z największą liczbą występów w drużynie narodowej.

### Mecze w reprezentacji
| LP  | Data                 | Miejsce                                      | Przeciwnik           | Wynik      | Minuty | Bramki | Kartki                                                                 | Ranga meczu                       |
| --- | -------------------- | -------------------------------------------- | -------------------- | ---------- | ------ | ------ | ---------------------------------------------------------------------- | --------------------------------- |
| 1.  | 10 października 1998 | Stadion Olimpijski, Serravalle               | Izrael               | 0:5 (0:3)  | 90'    |        |                                                                        | Eliminacje Mistrzostw Europy 2000 |
| 2.  | 14 października 1998 | Stadion Olimpijski, Serravalle               | Austria              | 1:4 (0:0)  | 90'    | Gol    |                                                                        | Eliminacje Mistrzostw Europy 2000 |
| 3.  | 10 lutego 1999       | Stadion Tsirio, Limassol                     | Cypr                 | 0:4 (0:3)  | 90'    |        |                                                                        | Eliminacje Mistrzostw Europy 2000 |
| 4.  | 31 marca 1999        | Stadion Olimpijski, Serravalle               | Hiszpania            | 0:6 (0:2)  | 90'    |        | Żółta kartka                                                           | Eliminacje Mistrzostw Europy 2000 |
| 5.  | 28 kwietnia 1999     | Arnold Schwarzenegger Stadium, Graz          | Austria              | 0:7 (0:3)  | 90'    |        |                                                                        | Eliminacje Mistrzostw Europy 2000 |
| 6.  | 8 września 1999      | Stadion Ramat Gan, Ramat Gan                 | Izrael               | 0:8 (0:3)  | 75'    |        | Żółta kartka w {{{3}}}. minucie · Druga żółta kartka · Czerwona kartka | Eliminacje Mistrzostw Europy 2000 |
| 7.  | 26 kwietnia 2000     | Stadion Olimpijski, Serravalle               | Mołdawia             | 0:1 (0:0)  | 90'    |        |                                                                        | Mecz towarzyski                   |
| 8.  | 15 listopada 2000    | Stadion Olimpijski, Serravalle               | Łotwa                | 0:1 (0:1)  | 90'    |        |                                                                        | Eliminacje Mistrzostw Świata 2002 |
| 9.  | 28 lutego 2001       | Stadion Króla Baudouina I, Bruksela          | Belgia               | 1:10 (0:3) | 90'    | Gol    |                                                                        | Eliminacje Mistrzostw Świata 2002 |
| 10. | 28 marca 2001        | Hampden Park, Glasgow                        | Szkocja              | 0:4 (0:3)  | 90'    |        | Żółta kartka                                                           | Eliminacje Mistrzostw Świata 2002 |
| 11. | 25 kwietnia 2001     | Stadion Skonto, Ryga                         | Łotwa                | 1:1 (1:0)  | 82'    |        |                                                                        | Eliminacje Mistrzostw Świata 2002 |
| 12. | 2 czerwca 2001       | Stadion NK Varteks, Varaždin                 | Chorwacja            | 0:4 (0:2)  | 90'    |        |                                                                        | Eliminacje Mistrzostw Świata 2002 |
| 13. | 6 czerwca 2001       | Stadion Olimpijski, Serravalle               | Belgia               | 1:4 (1:1)  | 90'    | Gol    |                                                                        | Eliminacje Mistrzostw Świata 2002 |
| 14. | 5 września 2001      | Stadion Olimpijski, Serravalle               | Chorwacja            | 0:4 (0:1)  | 90'    |        | Żółta kartka                                                           | Eliminacje Mistrzostw Świata 2002 |
| 15. | 21 maja 2002         | Stadion Olimpijski, Serravalle               | Estonia              | 0:1 (0:1)  | 90'    |        |                                                                        | Mecz towarzyski                   |
| 16. | 7 września 2002      | Stadion Olimpijski, Serravalle               | Polska               | 0:2 (0:0)  | 90'    |        |                                                                        | Eliminacje Mistrzostw Europy 2004 |
| 17. | 16 października 2002 | Stadion im. Ferenca Szuszy, Budapeszt        | Węgry                | 0:3 (0:0)  | 90'    |        |                                                                        | Eliminacje Mistrzostw Europy 2004 |
| 18. | 20 listopada 2002    | Stadion Olimpijski, Serravalle               | Łotwa                | 0:1 (0:0)  | 90'    |        |                                                                        | Eliminacje Mistrzostw Europy 2004 |
| 19. | 2 kwietnia 2003      | Stadion KSZO, Ostrowiec Świętokrzyski        | Polska               | 0:5 (0:2)  | 90'    |        |                                                                        | Eliminacje Mistrzostw Europy 2004 |
| 20. | 30 kwietnia 2003     | Stadion Skonto, Ryga                         | Łotwa                | 0:3 (0:2)  | 90'    |        |                                                                        | Eliminacje Mistrzostw Europy 2004 |
| 21. | 7 czerwca 2003       | Stadion Olimpijski, Serravalle               | Szwecja              | 0:6 (0:1)  | 77'    |        |                                                                        | Eliminacje Mistrzostw Europy 2004 |
| 22. | 11 czerwca 2003      | Stadion Olimpijski, Serravalle               | Węgry                | 0:5 (0:2)  | 65'    |        |                                                                        | Eliminacje Mistrzostw Europy 2004 |
| 23. | 28 kwietnia 2004     | Stadion Olimpijski, Serravalle               | Liechtenstein        | 1:0 (1:0)  | 90'    | Gol    |                                                                        | Mecz towarzyski                   |
| 24. | 17 listopada 2004    | Stadion Olimpijski, Serravalle               | Litwa                | 0:1 (0:1)  | 56'    |        |                                                                        | Eliminacje Mistrzostw Świata 2006 |
| 25. | 9 lutego 2005        | Estadio de los Juegos Mediterráneos, Almería | Hiszpania            | 0:5 (0:3)  | 90'    |        |                                                                        | Eliminacje Mistrzostw Świata 2006 |
| 26. | 30 marca 2005        | Stadion Olimpijski, Serravalle               | Belgia               | 1:2 (1:1)  | 90'    | Gol    |                                                                        | Eliminacje Mistrzostw Świata 2006 |
| 27. | 4 czerwca 2005       | Stadion Olimpijski, Serravalle               | Bośnia i Hercegowina | 1:3 (1:2)  | 85'    | Gol    |                                                                        | Eliminacje Mistrzostw Świata 2006 |
| 28. | 7 września 2005      | Stadion Olimpijski, Antwerpia                | Belgia               | 0:8 (0:3)  | 90'    |        | Żółta kartka                                                           | Eliminacje Mistrzostw Świata 2006 |
| 29. | 8 października 2005  | Bilino Polje, Zenica                         | Bośnia i Hercegowina | 0:3 (0:0)  | 90'    |        | Żółta kartka                                                           | Eliminacje Mistrzostw Świata 2006 |
| 30. | 16 sierpnia 2006     | Stadion Olimpijski, Serravalle               | Albania              | 0:3 (0:3)  | 90'    |        |                                                                        | Mecz towarzyski                   |
| 31. | 6 września 2006      | Stadion Olimpijski, Serravalle               | Niemcy               | 0:13 (0:6) | 90'    |        |                                                                        | Eliminacje Mistrzostw Europy 2008 |
| 32. | 7 października 2006  | Stadion u Nisy, Liberec                      | Czechy               | 0:7 (0:3)  | 90'    |        |                                                                        | Eliminacje Mistrzostw Europy 2008 |
| 33. | 15 listopada 2006    | Lansdowne Road, Dublin                       | Irlandia             | 0:5 (0:3)  | 90'    |        |                                                                        | Eliminacje Mistrzostw Europy 2008 |
| 34. | 7 lutego 2007        | Stadion Olimpijski, Serravalle               | Irlandia             | 1:2 (0:0)  | 90'    |        | Żółta kartka                                                           | Eliminacje Mistrzostw Europy 2008 |
| 35. | 28 marca 2007        | Millennium Stadium, Cardiff                  | Walia                | 0:3 (0:2)  | 90'    |        |                                                                        | Eliminacje Mistrzostw Europy 2008 |
| 36. | 22 sierpnia 2007     | Stadion Olimpijski, Serravalle               | Cypr                 | 0:1 (0:0)  | 90'    |        |                                                                        | Eliminacje Mistrzostw Europy 2008 |
| 37. | 8 września 2007      | Stadion Olimpijski, Serravalle               | Czechy               | 0:3 (0:1)  | 90'    |        |                                                                        | Eliminacje Mistrzostw Europy 2008 |
| 38. | 12 września 2007     | Stadion GSP, Strowolos                       | Cypr                 | 0:3 (0:2)  | 90'    |        | Żółta kartka                                                           | Eliminacje Mistrzostw Europy 2008 |
| 39. | 17 października 2007 | Stadion Olimpijski, Serravalle               | Walia                | 1:2 (0:2)  | 90'    | Gol    |                                                                        | Eliminacje Mistrzostw Europy 2008 |
| 40. | 21 listopada 2007    | Stadion Olimpijski, Serravalle               | Słowacja             | 0:5 (0:1)  | 50'    |        | Żółta kartka                                                           | Eliminacje Mistrzostw Europy 2008 |
| 41. | 10 września 2008     | Stadion Olimpijski, Serravalle               | Polska               | 0:2 (0:1)  | 90'    |        |                                                                        | Eliminacje Mistrzostw Świata 2010 |
| 42. | 11 października 2008 | Stadion Olimpijski, Serravalle               | Słowacja             | 1:3 (1:2)  | 90'    | Gol    |                                                                        | Eliminacje Mistrzostw Świata 2010 |
| 43. | 15 października 2008 | Windsor Park, Belfast                        | Irlandia Północna    | 0:4 (0-:2) | 45'    |        |                                                                        | Eliminacje Mistrzostw Świata 2010 |
| 44. | 1 kwietnia 2009      | Stadion Miejski, Kielce                      | Polska               | 0:10 (0:4) | 53'    |        | Żółta kartka                                                           | Eliminacje Mistrzostw Świata 2010 |
| 45. | 6 czerwca 2009       | Tehelné pole, Bratysława                     | Słowacja             | 0:7 (0:5)  | 90'    |        |                                                                        | Eliminacje Mistrzostw Świata 2010 |
| 46. | 9 września 2009      | Stadion Miroslava Valenty, Uherské Hradiště  | Czechy               | 0:7 (0:3)  | 90'    |        |                                                                        | Eliminacje Mistrzostw Świata 2010 |
| 47. | 14 października 2009 | Stadion Olimpijski, Serravalle               | Słowenia             | 0:3 (0:1)  | 62'    |        |                                                                        | Eliminacje Mistrzostw Świata 2010 |
| 48. | 3 września 2010      | Stadion Olimpijski, Serravalle               | Holandia             | 0:5 (0:2)  | 90'    |        |                                                                        | Eliminacje Mistrzostw Europy 2012 |
| 49. | 7 września 2010      | Swedbank Stadion, Malmö                      | Szwecja              | 0:6 (0:3)  | 90'    |        |                                                                        | Eliminacje Mistrzostw Europy 2012 |
| 50. | 17 listopada 2010    | Stadion Olimpijski, Helsinki                 | Finlandia            | 0:8 (0:4)  | 90'    |        | Żółta kartka                                                           | Eliminacje Mistrzostw Europy 2012 |
| 51. | 3 czerwca 2011       | Stadion Olimpijski, Serravalle               | Finlandia            | 0:1 (0:1)  | 90'    |        |                                                                        | Eliminacje Mistrzostw Europy 2012 |
| 52. | 7 czerwca 2011       | Stadion Olimpijski, Serravalle               | Węgry                | 0:3 (0:1)  | 90'    |        |                                                                        | Eliminacje Mistrzostw Europy 2012 |
| 53. | 10 sierpnia 2011     | Stadion Olimpijski, Serravalle               | Rumunia              | 0:1 (0:0)  | 90'    |        |                                                                        | Mecz towarzyski                   |
| 54. | 2 września 2011      | Philips Stadion, Eindhoven                   | Holandia             | 0:11 (0:3) | 90'    |        |                                                                        | Eliminacje Mistrzostw Europy 2012 |
| 55. | 6 września 2011      | Stadion Olimpijski, Serravalle               | Szwecja              | 0:5 (0:0)  | 90'    |        |                                                                        | Eliminacje Mistrzostw Europy 2012 |
| 56. | 11 października 2011 | Stadion Zimbru, Kiszyniów                    | Mołdawia             | 0:4 (0:1)  | 90'    |        |                                                                        | Eliminacje Mistrzostw Europy 2012 |
| 57. | 12 października 2012 | Stadion Wembley, Londyn                      | Anglia               | 0:5 (0:2)  | 78'    |        |                                                                        | Eliminacje Mistrzostw Świata 2014 |
| 58. | 16 października 2012 | Stadion Olimpijski, Serravalle               | Mołdawia             | 0:2 (0:1)  | 67'    |        |                                                                        | Eliminacje Mistrzostw Świata 2014 |
| 59. | 22 marca 2013        | Stadion Olimpijski, Serravalle               | Anglia               | 0:8 (0:5)  | 75'    |        |                                                                        | Eliminacje Mistrzostw Świata 2014 |
| 60. | 26 marca 2013        | Stadion Narodowy, Warszawa                   | Polska               | 0:5 (0:2)  | 50'    |        |                                                                        | Eliminacje Mistrzostw Świata 2014 |
| 61. | 31 maja 2013         | Stadio Renato Dall'Ara, Bolonia              | Włochy               | 0:4 (0:2)  | 90'    |        |                                                                        | Mecz towarzyski                   |
| 62. | 6 września 2013      | Arena Lwów, Lwów                             | Ukraina              | 0:9 (0:4)  | 90'    |        |                                                                        | Eliminacje Mistrzostw Świata 2014 |
| 63. | 10 września 2013     | Stadion Olimpijski, Serravalle               | Polska               | 1:5 (1:3)  | 90'    |        |                                                                        | Eliminacje Mistrzostw Świata 2014 |
| 64. | 8 czerwca 2014       | Stadion Olimpijski, Serravalle               | Albania              | 0:3 (0:2)  | 68'    |        |                                                                        | Mecz towarzyski                   |
| 65. | 8 września 2014      | San Marino Stadium, Serravalle               | Litwa                | 0:2 (0:2)  | 90'    |        |                                                                        | Eliminacje Mistrzostw Europy 2016 |
| 66. | 9 października 2014  | Stadion Wembley, Londyn                      | Anglia               | 0:5 (0:2)  | 86'    |        | Żółta kartka                                                           | Eliminacje Mistrzostw Europy 2016 |
| 67. | 15 listopada 2014    | San Marino Stadium, Serravalle               | Estonia              | 0:0        | 83'    |        |                                                                        | Eliminacje Mistrzostw Europy 2016 |
| 68. | 27 marca 2015        | Stadion Stožice, Lublana                     | Słowenia             | 0:6 (0:1)  | 90'    |        | Żółta kartka                                                           | Eliminacje Mistrzostw Europy 2016 |
| 69. | 31 marca 2015        | Sportpark Eschen-Mauren, Eschen              | Liechtenstein        | 0:1 (0:1)  | 58'    |        |                                                                        | Mecz towarzyski                   |
| 70. | 5 września 2015      | San Marino Stadium, Serravalle               | Anglia               | 0:6 (0:2)  | 75'    |        |                                                                        | Eliminacje Mistrzostw Europy 2016 |
| 71. | 8 września 2015      | Stadion LFF, Wilno                           | Litwa                | 1:2 (0:1)  | 80'    |        |                                                                        | Eliminacje Mistrzostw Europy 2016 |
| 72. | 12 października 2015 | San Marino Stadium, Serravalle               | Słowenia             | 0:2 (0:0)  | 71'    |        |                                                                        | Eliminacje Mistrzostw Europy 2016 |
| 73. | 11 października 2016 | Ullevaal Stadion, Oslo                       | Norwegia             | 1:4 (0:1)  | 82'    |        |                                                                        | Eliminacje Mistrzostw Świata 2018 |

## Kariera trenerska
W sierpniu 2018 roku objął posadę trenera reprezentacji San Marino U-17. W 2020 roku został szkoleniowcem klubu SS Pennarossa.

## Działacz sportowy
Od 2014 roku pełni funkcję prezesa organizacji Associazione Sammarinese Calciatori, która zajmuje się ochroną praw i interesów sanmaryńskich piłkarzy. W 2015 roku reprezentował zawodników w konflikcie z FSGC, podczas którego domagali się oni podniesienia gratyfikacji i grozili bojkotem meczu ze Słowenią.

## Życie prywatne
Selva urodził się w Rzymie, gdzie wychowywał się i rozpoczynał grę w piłkę nożną. Jego rodzice posiadają wyłącznie paszport włoski. Jego dziadek ze strony matki był Sanmaryńczykiem, przez co mógł on otrzymać obywatelstwo San Marino. Jest kibicem klubu AS Roma.

## Sukcesy
US Sassuolo Calcio
- Superpuchar Serie C1: 2008

SP La Fiorita
- mistrzostwo San Marino: 2013/2014, 2016/17, 2017/18
- Puchar San Marino: 2015/16, 2017/18